# Алаки
Алаки (варіанти написання: Alak, Alack, Alac, Arac, Halak, Harak, Harac, Harlak, Hrlak, Hrlac) — народ у центральній гірській частині південного Лаосу.
У деяких районах алаки сильно змішалися з кату, так що важко розрізнити ці дві етнічні групи.

## Розселення і чисельність
Чисельність алаків, за даними перепису населення Лаосу 2015 року становила 25 430 осіб (0,4 % населення країни).
Розселені в провінціях Секонг (райони Тхатенг, Ламам, Калеум, Дакхунг), Сараван (район Сараван) та Аттапи (район Сайсетха). Живуть окремими сільськими громадами, розкиданими на великій території, впереміш із селами інших етнічних груп: кату, кріангів (нге), таой, талієнгів. Найбільша концентрація алаків спостерігається в провінції Секонг, де вони становлять становить майже 15 % населення. Їх етнічним центром є район Тхатенг цієї провінції.
До багатьох алацьких громад важко дістатися через брак доріг. У той же час спостерігається міграція алаків зі своїх віддалених сіл до районів з новоствореною інфраструктурою.

## Історія
Мало відомо про історію алаків. Самі вони вважають, що походять з півночі.
До кінця XVIII ст. алаки, зберігаючи свої племінні структури, перебували під владою лаоських держав. Після знищення сіамськими військами В'єнтьяну 1779 року ці райони потрапили під владу Сіаму, але місцева влада лишилася в руках лаосців, вони лише визнали верховну владу сіамського короля. Ситуація змінилась у кінці 1880-х років, після появи в регіоні французів. 1893 року землі на схід від річки Меконг відійшли до володінь Франції. По обидва боки кордону відбулися адміністративні зміни, місцеве населення опинилося під «іноземним» сіамським або французько-в'єтнамським правлінням. Основи влади та престижу лаоської шляхти та племінних вождів були підірвані, вони зіткнулися з економічними труднощами та втратою статусу. Французи ліквідували работоргівлю, яка становила важливе джерело доходів місцевої еліти.
Відповіддю на цю ситуацію стало антиколоніальне повстання 1901—1902 рр. Очолив його Онгкео (Ong Keo), виходець із племені алаків. Цей самопроголошений «чаклун» став духовним лідером повстання, вважали, що він наділений надприродними здібностями, його стали називати Пхумібуном (Phu Mi Bun, «Свята людина»). До Пхумібуна стікалися люди з племен алак, ньяхин і лавен, згодом до них стали приєднуватись і лаосці. Активна фаза повстання скінчилась 1902 року, коли проти Пхумібуна були кинуті армійські підрозділи як з французького, так і з тайського боку. Повстанці відійшли в гори, а 1905 року вони були змушені здатись. 1910 року був убитий Пхумібун, але його спадкоємці продовжували чинити опір французам до 1936 року.
Ветерани повстання згодом влилися в організацію Патет Лао, яка в часи так званої В'єтнамської війни (1954—1973) разом із В'єтнамським фронтом визволення воювала проти французьких та американських сил. У лавах Патет Лао було багато алаків. Народ зазнав сильного зовнішнього тиску у воєнні часи, людям доводилось переселятись з місця на місце у межах Камбоджі, В'єтнаму та Лаосу.
Життя алаків різко змінилося з 1998 року, після того, як через регіон була прокладена автомагістраль і розпочався розвиток інфраструктури. В пошуку коштів на придбання телевізорів, холодильників, мотоциклів та інших товарів алаки стали продавати свої земельні паї, худобу. Таким чином, замість доріг, шкіл, медпунктів та електрики алаки та інші національні меншини південного Лаосу отримали бідність, культурний тиск і низку соціальних проблем (наркотики, алкоголь, проституція, торгівля дітьми).

## Мова
Говорять алацькою мовою (код ISO 639-3: alk), що належить до центральнобанарської групи мон-кхмерської гілки австроазійських мов. Близькими мовами є банарська (Bahnar), тампуанська (Tampuan), ромамська (Romam).
Мова перебуває в активному використанні.
Люди віком від восьми до двадцяти п'яти років вільно говорять лаоською, деякі літні люди, які навчалися чи працювали у В'єтнамі, — в'єтнамською.
Лише 37 % алаків (21 % жінок) вміють читати. 64 % ніколи не відвідували школи.

## Релігія
Дотримуються традиційних вірувань: анімізм, спіритизм, культ предків, шаманізм. Люди вірять у пророцтва, які проголошують їхні шамани.
Духи є всюдисущими в традиційному світогляді алаків, вони тісно пов'язані з лісами, горами, печерами. Духи бувають добрі та злі. Кожна сім'я, домогосподарство та громада мають свого доброго духа. Духи, як добрі, так і злі, не мають певної форми, вони можуть з'являтися у вигляді туману або тіні, а тоді перетворюватись на птаха, людиноподібну фігуру або фрукт. Джерелом усіх нещасть вважається діяльність злих духів, вона може бути спровокована якоюсь провиною однієї людини або групи людей.
Впливу злих духів намагаються завадити проведенням численних індивідуальних або групових ритуалів, які супроводжуються жертвами. Невеликі ритуали передбачають принесення в жертву курки, яєць та рису, більші вимагають забою свині. Коли людина захворіє, приносять у жертву корову. Ритуали зцілення проводять шамани. Великі релігійні церемонії тривають кілька днів і складаються з окремих ритуальних секцій з різними жертвами, що включають велику кількість рисового вина, тютюн, зброю, металеві вироби. Проведення ритуалів зазвичай виключає можливість присутності сторонніх, місця входу та виходу із села позначають спеціальними знаками у формі восьмикутної зірки з листя бамбука та верби. Щоб злий дух не сів на хату, на її гребені чіпляли буйволині роги.
У алаків існують також регулярні ритуали, прив'язані до сільськогосподарського календаря. Вони проводяться за участі шамана та усієї громади. Спеціальні церемонії проводять у випадку стихійного лиха або отримання поганого врожаю. Вони мають заспокоїти ображених духів, які викликали нещастя. Щороку проводять свято для вшанування духів, які захищають село; приносять у жертву буйвола.
Алаки не лише наділяють живі й неживі об'єкти душами, вони наголошують на гармонізації діяльності людини в рамках середовища, в якій вона існує. Їхні церемонії спрямовані на людей, їхніх предків та їхних сімейних духів. Кожна церемонія має відповідати конкретному випадку. Спеціалістами з проведення ритуалів виступають шамани. Загалом вони тримаються в тіні життя громади, консультуючи літніх людей як правильно проводити обряди.
Ознакою сучасності є принесення в жертву годинників, транзисторних радіоприймачів, мобільних телефонів. Алаки міцно тримаються своїх вірувань. Коли людина опиняється в лікарні, під час пологів або в очікуванні складної операції односельці проводять традиційні ритуали прямо біля лікарняного ліжка, далеко від села та лісу, приносять у жертву курей, свиней. Сьогодні ритуальні дії стали для алаків інструментом свідомого підкріплення ідентичності та унікальності народу в контексті більшого суспільства.

## Господарство

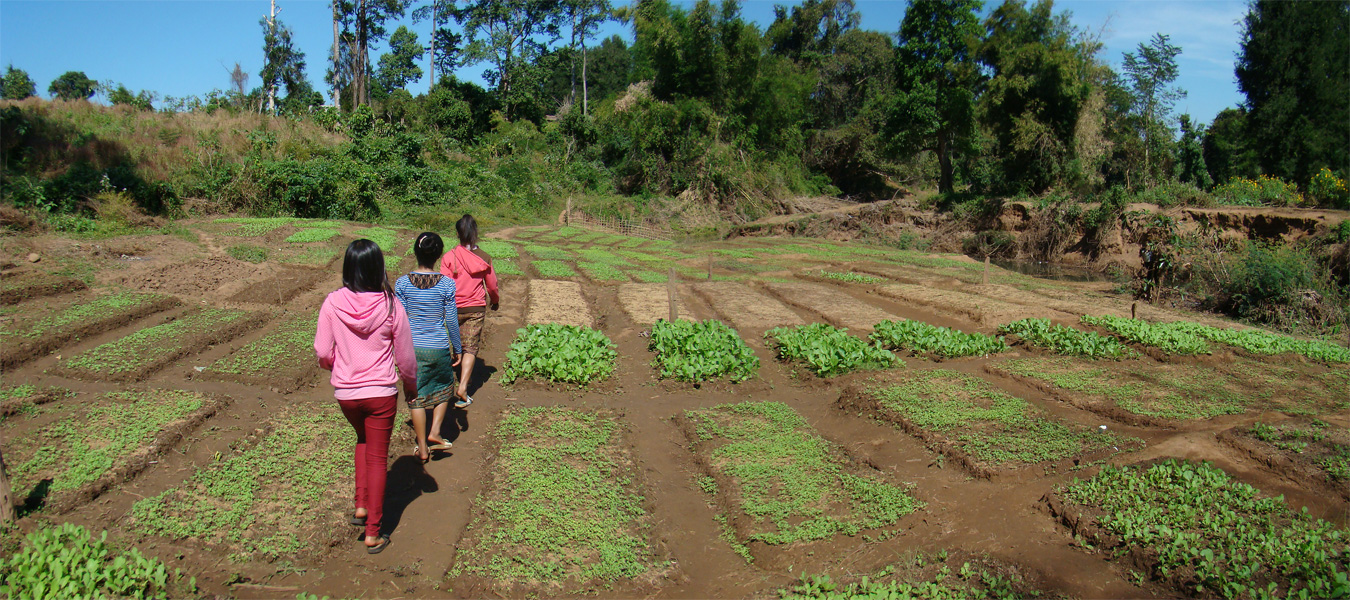
Алацькі городи.

Основне заняття алаків — землеробство. Вони й досі практикують підсічно-вогневий спосіб обробки землі. Основною продовольчою культурою є рис. Вирощують також кукурудзу, просо, арахіс, гарбузи, маніок, ямс, різні овочі та фрукти. Виробництво вологого рису було впроваджено лише в останні роки, але більшість алаків і досі віддає перевагу гірському рису, вважаючи, що він має кращий смак.
Тваринництво в господарстві алаків займає незначне місце. Тримають у невеликій кількості буйволів (для жертовних ритуалів), а також свиней, курей і собак.
Додатковий дохід отримують наймаючись на роботу на плантації кави, каучуку та бананів. Плантаційне господарство в регіоні було започатковане французами на початку 1900-х років.
Традиційно алацькі жінки були вправними майстринями з ткацтва та фарбування тканин. У деяких селах люди й досі зберігають прядильні колеса та інші ткацькі інструменти, але встановлення міцних контактів із зовнішнім світом відкрило алакам доступ до дешевих тканин фабричного виробництва. Люди відмовляються від старого ремесла, вважаючи за краще витрачати свій час на більш продуктивну роботу на полях. Деякі жінки й досі володіють старим ткацьким ремеслом, але тепер вони створюють нову моду, поєднуючи традиційні алацькі елементи з лаоським дизайном.
З інших ремесел серед алаків поширене виготовлення плетених кошиків з бамбука будь-яких розмірів і форм та для різних цілей, а також бамбукових контейнерів для зберігання липкого рису та іншої їжі.
Полювання та рибна ловля все ще зберігають важливе значення, забезпечуючи суттєве доповнення до раціону харчування. Алаки полюють дрібну дичину та птахів, використовуючи старі крем'яні рушниці, самостріли, пращі з камінням. Рибу ловлять за допомогою пасток з бамбука та сіток, які закидають руками. Також збирають у навколишніх лісах дикорослі плоди, гриби, ямс, пагони бамбука, їстівне листя, личинок, равликів, ящірок та жаб.

## Суспільство
Найважливішою соціальною одиницею в алаків є сільська громада. Громадою керують декілька поважних осіб, рішення приймаються загальною згодою. Кожне село живе значною мірою ізольовано, їхні жителі майже вороже ставляться до сусідів. Іноземцям не забороняється заходити в алацьке село, але їм рідко дарують гостинність. Характерними рисами характеру алаків є недовіра та інертність.
Алаки організовані в роди (янг), що носять назви певних тварин: чачун (свиня), чакапьоу (буйвол) і чаойр (курка). Ці тварини вважаються священними для членів роду, їм заборонено їх їсти.
Алаки живуть ядерними сім'ями. Батько — голова сім'ї, він має повноваження вирішувати сімейні справи. Переважає моногамія. Коли хлопець бажає одружитися з дівчиною, він використовує посередника, щоб повідомити її батьків про свій намір. Батьки домовляються про умови шлюбу, узгоджують розмір викупу за наречену, обговорюють деталі процедури весілля. Алацькі дівчата можуть виходити заміж за хлопців з іншого племені, але рідко за лаосців. Після смерті батьків старша дитина успадковує сімейну хату та більшу частину землі; решта спадку порівну ділиться між іншими синами та дочками.
Алаки завжди підтримували свою ідентичність через власні культурні традиції, дотримання ретельно розроблених календарних ритуалів. Ці атрибути допомогли алакам вижити недоторканими під час багатьох змін влади, що відбувалися в регіоні. Сусіди-лаосці розглядали їх як нецивілізованих людей, адже алаки не знали орного землеробства, релігії, писемності та літератури, централізованих політичних об'єднань. Вони й досі неграмотні рідною мовою, не беруть участі в політичному житті за межами своїх сіл.
Наступ сучасності приводить до руйнування соціальних структур алацького суспільства. Для збереження власної ідентичності алаки роблять кроки до відновлення споконвічних духовних і культурних традицій народу. Лаоські чиновники та політики часто сприймають відродження ритуальної практики алаків як повернення до забобонного минулого, відмову від міжнаціонального спілкування, технічного прогресу та сучасної медицини. Для алаків ця практика дозволяє посилити солідарність членів громади та їхню групову ідентичність, необхідну для захисту своїх земель, лісів та духовного простору. Їм знадобилося менше десятиліття, щоб відчути недоліки сучасної цивілізації. Вони навіть створюють нові ритуали, щоб протистояти модернізації, яка руйнує екологічні основи та довкілля.

## Житло

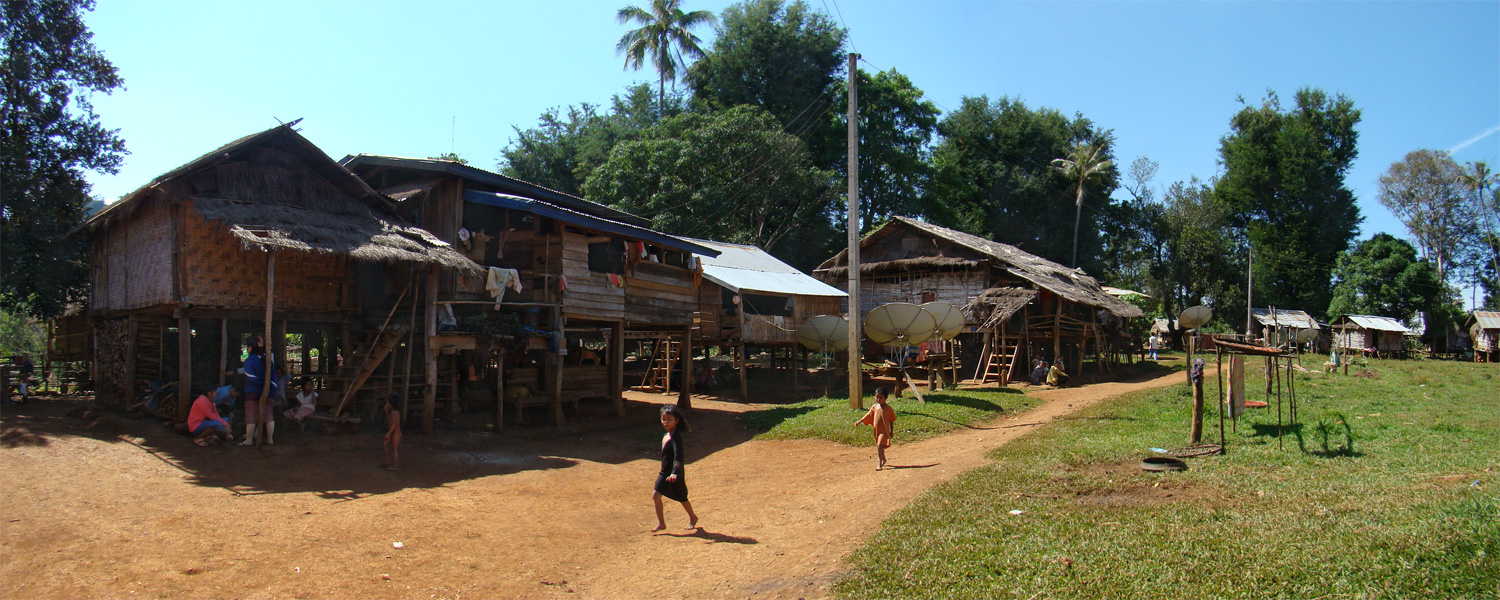
Алацьке село в провінції Сараван.

Алацькі села складаються з 10-60 хат. Вони розташовуються під горою, на лісових галявинах або в долинах річок.
Традиційно хати ставлять по колу навколо великої громадської хати та кількох жертовних стовпів біля неї. Громадська хата має овальний дах, її балки прикрашені різьбленням.
Алаки ставлять свої хати на коротких палях, приблизно на один метр над землею. Для побудови каркаса зазвичай використовують дерев'яні стовпи, підлогу роблять з розбитого бамбука, стіни — з бамбукових циновок, дах криють соломою. Проста бамбукова драбина веде прямо до вхідних дверей або до невеликого ґанку перед входом. Усередині хата розділена на вітальню з вогнищем в одній кімнаті та окреме спальне відділення для сім'ї. Простір під хатою заповнений дровами, які використовуються для приготування їжі та опалення в холодну пору року, сільськогосподарськими інструментами та кошиками. Ще в середині XX ст. алацькі хати на кожному кінці даху були увінчані буйволиними рогами.
Традиційно старі хати не підтримували й не ремонтували. При перенесенні села хати розбирали, а тоді знову збирали вже на новому місці.
Тепер нові села алаки будують уздовж доріг, хати ставлять з одного або з двох боків від дороги. Сучасні хати розраховані на одну сім'ю, дахи криють гофрованим залізом, конструкції не мають додаткового оздоблення, зникли репрезентативні об'єкти.

## Одяг
У минулому алаки носили одяг власного виробництва. Виготовляли його з важкої бавовняної тканини, занадто теплої, щоб носити одяг протягом дня. Кілька поколінь тому вони відмовилися від традиційного вбрання й стали носити лаоський одяг. Старші чоловіки носять прості темні штани та сорочки з короткими рукавами. Жінки старшого покоління вдягають саронги з різнокольоровими горизонтальними смужками та надають перевагу блузкам або жилетам з довгими рукавами, що застібаються спереду. Одяг тепер купують на місцевих базарах. Молоді жінки вдягаються в різнокольорові саронги в лаоському стилі та блузки з короткими рукавами або футболки. Юнаки носять футболки з підробками відомих брендів та шорти.
Сьогодні алаки дуже рідко використовують будь-які прикраси, але в минулому вони носили намиста зі скляних перлин і латунні браслети. Золотих або срібних прикрас вони не мали, уважається, що контакт з цими металами приносить невдачу.

## Музичні інструменти
З традиційними ритуалами тісно пов'язані традиційні музичні інструменти: гонги (конг), дзвоники (калінг), ударні трубки, циліндричні двоголові барабани. Старі музичні інструменти мають особливе значення для місцевих громад через особливу якість звуку, що відтворюється завдяки спеціальній ігровій техніці, яка передається з покоління в покоління. Вони дозволяють людям спілкуватися з духами.
У другій половині XX ст. поширились нові інструменти, запозичені в лаосців: кхен (губний орган), крачапі (лютня) і со (щипковий інструмент). В руках алаків вони отримали інше звучання, ніж у лаосців. Нові інструменти отримали широке розповсюдження навіть у віддалених селах, супроводжують танці, розповіді балад, але не мають права безпосередньо спілкуватися з духами.